# نام‌گذاری بایر
نامگذاری بایر یک روش نامگذاری اجرام آسمانی است که بر اساس قدر ظاهری ستارگان یک صورت فلکی انجام می‌گیرد. این شیوه نامگذاری، به افتخار یوهان بایر نامگذاری بایر نام گرفته‌است.

## ترتیب
روش نام گذاری به این ترتیب است که معمولاً پرنورترین ستاره اولین حرف الفبای یونانی یعنی آلفا و پسوند صفت ملکی صورت فلکی را می‌گیرد و دومین ستاره از لحاظ قدر ظاهری حرف بتا و پسوند صفت ملکی صورت فلکی است به همین ترتیب امگا و سپس از حروف ترکیبی الفبای لاتین استفاده می‌شود.

## رده‌بندی بایر برای شکارچی
در زیر جدول و تصویر صورت فلکی شکارچی را می‌بینید.
| نامگذاری بایر | قدر ظاهری | نام خاص      |
| ------------- | --------- | ------------ |
| α Ori         | ۰٫۴۵      | ابط الجوزا   |
| β Ori         | ۰٫۱۸      | پای شکارچی   |
| γ Ori         | ۱٫۶۴      | ناجذ         |
| δ Ori         | ۲٫۲۳      | منطقه        |
| ε Ori         | ۱٫۶۹      | اپسیلون جبار |
| ζ Ori         | ۱٫۷۰      | نطاق         |